# Wahl zur Nationalversammlung im Irak 2005
Die Wahl zur Nationalversammlung im Irak am 30. Januar 2005 war die erste Wahl im Irak nach dem Sturz Saddam Husseins.
Bei den Wahlen wurden 275 Sitze vergeben. Insgesamt traten 7.200 Kandidaten auf 111 Listen für die Wahlen der Nationalversammlung an. Eine wichtige Aufgabe des neuen Parlaments war die Ausarbeitung der irakischen Verfassung bis zum 15. August. Bei einer Wahlbeteiligung von 58 % der Wähler, die sich haben registrieren lassen, ergab sich ein Sieg für die Vereinigte Irakische Allianz von Ibrahim al-Dschafari.
Es traten noch weitere Parteien und unabhängige Kandidaten an, die allesamt einen Sitz im Parlament verfehlten.

## Ergebnisse

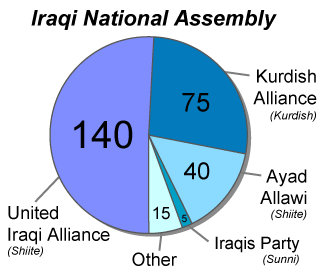
Wahlergebnis nach Wahlbündnis

| Partei                                                                             | Stimmen | Stimmen     | Sitze |
| ---------------------------------------------------------------------------------- | ------- | ----------- | ----- |
| Vereinigte Irakische Allianz (überwiegend schiitisch)                              | 48,2 %  | 4,079 Mill. | 132   |
| Demokratische Patriotische Allianz Kurdistans                                      | 25,7 %  | 2,175 Mill. | 71    |
| Irakische Liste (Liste des ehemaligen Ministerpräsidenten Iyad Allawi)             | 13,8 %  | 1,168 Mill. | 38    |
| Die Iraker (Liste des Übergangspräsidenten Ghazi al-Yawar)                         | 1,8 %   | 152.000     | 5     |
| Irakische Turkmenenfront                                                           | 1,1 %   | 93.094      | 3     |
| Nationale Unabhängige Kader und Eliten                                             | 0,8 %   | 69.938      | 3     |
| Volksunion (Liste der Irakischen Kommunistischen Partei)                           | 0,8 %   | 69.920      | 2     |
| Islamische Gemeinschaft in Kurdistan                                               | 0,7 %   | 60.592      | 2     |
| Islamische Aktion im Irak – Zentralkommando                                        | 0,5 %   | 43.205      | 2     |
| Nationaldemokratische Allianz                                                      | 0,4 %   | 36.795      | 1     |
| Nationale Rafidain-Liste (Chaldo-Assyrer)                                          | 0,4 %   | 36.255      | 1     |
| Versöhnungs- und Befreiungsblock                                                   | 0,4 %   | 30.796      | 1     |
| Irakische Versammlung der nationalen Einheit                                       | 0,3 %   | 23.686      | —     |
| Rat Unabhängiger Demokraten (Liste des früheren Außenministers Adnan Patschatschi) | 0,2 %   | 21.728      | —     |
| Irakische Islamische Partei                                                        | 0,2 %   | 21.342      | —     |